# 土井広之
土井 広之（どい ひろゆき、1974年8月5日 - ）は、日本の男性シュートボクサー、キックボクサー。本名は土井 博幸。山形県酒田市出身。酒田工業高校卒業。シーザージム所属。元SB世界ウェルター級王者。

## 来歴

### プロデビュー
1995年3月にシュートボクシングでプロデビュー。
1998年11月、小比類巻貴之にＴＫＯ負け。1999年1月、魔裟斗に押し気味の判定ドロー。2000年9月、ジャンブラッド・アマンタエフに立ち関節技で一本勝ち。1999年11月。ウィリアム・スリヤパイに判定勝ち。

### 世界王座獲得
2001年1月12日、ダニー・スティール（アメリカ）とのSB世界スーパーシーガル級王座決定戦で3-0の判定勝ち（階級名は、後にウェルター級に改称された）。
2001年5月20日、スリヤー・ソー・プルンチットと対戦し、5回判定負け。
土井は世界を相手に試合を行うようになり、2001年11月20日には「Be a Champ 4th stage」でルンピニー・スタジアムのジュニアミドル級8位にして、ISKAおよびWTMAのスーパーウェルター級世界2冠王のダニエル・ドーソンと対戦。終始得意のローキックを当て続け、5R目にはダウンを奪い、5R判定3-0（50-46・50-45・50-46）で勝利。試合後にはマイクで「シュートボクシングは立ち技最強。土井広之が中量級最強です」と叫んだ。
2002年2月、パジョンスックにＫＯ勝ち。2002年7月、シュートボクシングの世界トーナメントであるＳ-sup2002準決勝でアンディ・サワーにＫＯ負け。
2003年4月、ジョン・ウェイン・パーにＫＯ負け。2003年9月、ビクトー・ヘルナンデスにローキックでＫＯ勝ち。
2004年2月、アンディ・サワーにＫＯ負け。2004年6月、後藤龍治に肘でリズムを崩しペースを掴ませず判定勝ち。
2005年5月、トビー・グレアーにスタンディングチョークスリーパーで一本勝ち。2005年9月、大野崇に判定勝ち。
2006年2月、ダスティン・ジョンソンにローキックでＫＯ勝ち。2006年7月、ブーヌンに判定勝ち。
2005年8月12日に記者会見の席上で、「チャンピオンとして納得のいく試合ができていない」とし、世界ウェルター級王座を返上した（同時にベルトも返却）。

### 結婚
2004年4月1日に入籍。2006年5月14日に東京ディズニーシーで結婚披露宴を行った。

## 戦績
| キックボクシング 戦績 | キックボクシング 戦績 | キックボクシング 戦績 | キックボクシング 戦績 | キックボクシング 戦績 | キックボクシング 戦績 | キックボクシング 戦績 |
| --------------------- | --------------------- | --------------------- | --------------------- | --------------------- | --------------------- | --------------------- |
| 52 試合               | (T)KO                 | 判定                  | その他                | 引き分け              | 無効試合              |                       |
| 35 勝                 | 16                    |                       |                       | 3                     | 0                     |                       |
| 14 敗                 |                       |                       |                       | 3                     | 0                     |                       |

| 勝敗 | 対戦相手                                             | 試合結果                                   | 大会名                                                                                                | 開催年月日     |
| ○    | キム・ジュン                                         | 3分3R終了 判定3-0                          | SHOOT BOXING WORLD TOURNAMENT S-cup 2006 【リザーブマッチ】                                           | 2006年11月3日  |
| ×    | 菊池浩一                                             | 3分5R終了 判定0-3                          | SHOOT BOXING 2006 NEO ΟΡΘΡΟΖ Series 5th                                                               | 2006年9月23日  |
| ○    | バダムガラブ・バルジンニャム                         | 3分3R終了 判定3-0                          | マーシャルアーツ日本キックボクシング連盟 SURPRISING 6 〜東金ジム28周年記念 戦場の狼2〜                | 2006年8月6日   |
| ○    | ブーヌン・サックホームシン                           | 3分5R終了 判定3-0                          | SHOOT BOXING 2006 NEO ΟΡΘΡΟΖ Series 4th                                                               | 2006年7月7日   |
| ○    | キム・パン・スー                                     | 3分5R終了 判定3-0                          | SHOOT BOXING 2006 NEO ΟΡΘΡΟΖ Series 2nd                                                               | 2006年3月25日  |
| ○    | ダスティン・ジョンソン                               | 1R 1:44 KO（左ローキック）                 | SHOOT BOXING 2006 NEO ΟΡΘΡΟΖ Series 1st                                                               | 2006年2月9日   |
| ○    | カノクチャイ・クロスフェニックス                     | 4R 1:11 KO（左ローキック）                 | SHOOT BOXING 2005 20th ANNIVERSARY SERIES FINAL                                                       | 2005年11月25日 |
| ○    | 大野崇                                               | 3分5R終了 判定3-0                          | SHOOT BOXING 2005 20th ANNIVERSARY SERIES 4th                                                         | 2005年9月25日  |
| ×    | ゲンナロン・ウィラサクレック                         | 3分3R終了 判定0-3                          | マーシャルアーツ日本キックボクシング連盟 東金ジム27周年記念大会 DETERMINATION（決心）5th 〜戦場の狼〜 | 2005年6月24日  |
| ○    | トビー・グレアー                                     | 4R 0:21 スタンディング・チョークスリーパー | SHOOT BOXING 2005 20th ANNIVERSARY SERIES 2nd "STAND UP!"                                             | 2005年4月29日  |
| △    | パジョンスック・SKVジム                              | 4R 1:02 テクニカル判定0-1                  | SHOOT BOXING 2005 GROUND ZERO FUKUOKA                                                                 | 2005年1月23日  |
| ×    | フィクリ・ティアルティ                               | 3R 1:27 KO（跳び膝蹴り）                   | SHOOT BOXING WORLD TOURNAMENT S-cup 2004 【スペシャルワンマッチ】                                     | 2004年9月19日  |
| ○    | 後藤龍治                                             | 5R終了 判定3-0                             | SHOOT BOXING 2004 Infinity-S Vol.3                                                                    | 2004年6月4日   |
| ×    | アンディ・サワー                                     | 4R 1:11 TKO（タオル投入）                  | SHOOT BOXING 2004 Infinity-S Vol.1 【SB世界スーパーウェルター級初代王者決定戦】                       | 2004年2月1日   |
| ×    | マルフィオ・"ザ・ウォーリヤータイガー"・カノレッティ | 3R終了 判定0-3                             | K-1 WORLD MAX 2003 〜世界王者対抗戦〜                                                                 | 2003年11月18日 |
| ○    | ビクトー・ヘルナンデス                               | 1R 2:45 KO（3ノックダウン：ローキック）    | SHOOT BOXING "S" of the World Vol.5                                                                   | 2003年9月23日  |
| ○    | キース・"ハマー"・ネズビット                         | 1R 1:19 KO（3ノックダウン：膝蹴り）        | FUTURE FIGHTER IKUSA 4 〜宴〜 FIREWORKS 【シュートボクシングルール】                                  | 2003年8月30日  |
| ×    | ジョン・ウェイン・パー                               | 4R KO                                      | XPLOSION - 3 KINGS OF CHAMPIONS 【シュートボクシングルール】                                          | 2003年4月27日  |
| ×    | シェイン・チャップマン                               | 5R終了 判定0-3                             | SHOOT BOXING "S" of the World                                                                         | 2003年2月2日   |
| ×    | アンディ・サワー                                     | 1R 0:59 KO（パンチ）                       | SHOOT BOXING WORLD TOURNAMENT S-cup 2002 【準決勝】                                                   | 2002年7月7日   |
| ○    | タリック・ベンフキー                                 | 3R+延長R終了 判定3-0                       | SHOOT BOXING WORLD TOURNAMENT S-cup 2002 【1回戦】                                                    | 2002年7月7日   |
| ○    | アーテム・スケグロフ                                 | 5R+延長R終了 判定2-0                       | SHOOT BOXING The age of S Vol.2                                                                       | 2002年3月31日  |
| ○    | パリーロ・ジェイソン                                 | 1R 2:39 TKO（3ノックダウン：左ハイキック） | SHOOT BOXING The age of S Vol.1                                                                       | 2002年2月1日   |
| ○    | ダニエル・ドーソン                                   | 5R終了 判定3-0                             | SHOOT BOXING Be a Champ 4th stage                                                                     | 2001年11月20日 |
| ○    | 宋保山                                               | 2R 1:47 KO                                 | SHOOT BOXING Be a Champ 3rd Stage                                                                     | 2001年9月25日  |
| ○    | ダニー・スティール                                   | 3R終了 判定3-0                             | SHOOT BOXING Be a Champ 【WSBAスーパーシーガル級王座決定戦】                                          | 2001年1月12日  |

## 獲得タイトル
- 第7代SB日本シーガル級王座
- 初代SB世界ウェルター級王座